# 婁性
婁性（1446年—1510年），字原善，號野亭，江西廣信府上饒縣人，民籍，明朝政治人物。

## 生平
成化十三年（1477年）丁酉科江西鄉試第八十名舉人。成化十七年（1481年）中式辛丑科會試第一百五十九名，二甲第六十七名進士。授南京兵部职方司主事，累官南京兵部武庫司郎中。南京守備太監蔣琮與婁性、指揮石文通相訐，涉及數百人。朝廷遣官勘察，幾人不服。大理寺少卿馬中錫偕司禮太監趙忠等往，一訊得實。婁性因此除名，蔣琮下獄抵罪。居乡主教白鹿书院，所著有《野亭诗稿》《皇明政要》诸书藏于家。

## 家族
曾祖婁德華；祖父婁思顯，贈監察御史；父婁諒，號一斋，景泰癸酉舉人，官訓導。母俞氏；繼母章氏。具庆下。叔父婁謙。弟婁忱。长女为宁王朱宸濠妃，次女适铅山費寀。二子：婁伯、婁仲，侧室翁氏出。